# Mercedes-Benz M24
Con la sigla Mercedes-Benz M24 (o anche Daimler-Benz M24) si intende una piccola famiglia di motori a scoppio prodotti fra il 1934 ed il 1944 dalla Casa tedesca Daimler-Benz per il suo marchio automobilistico Mercedes-Benz.

## Profilo e caratteristiche

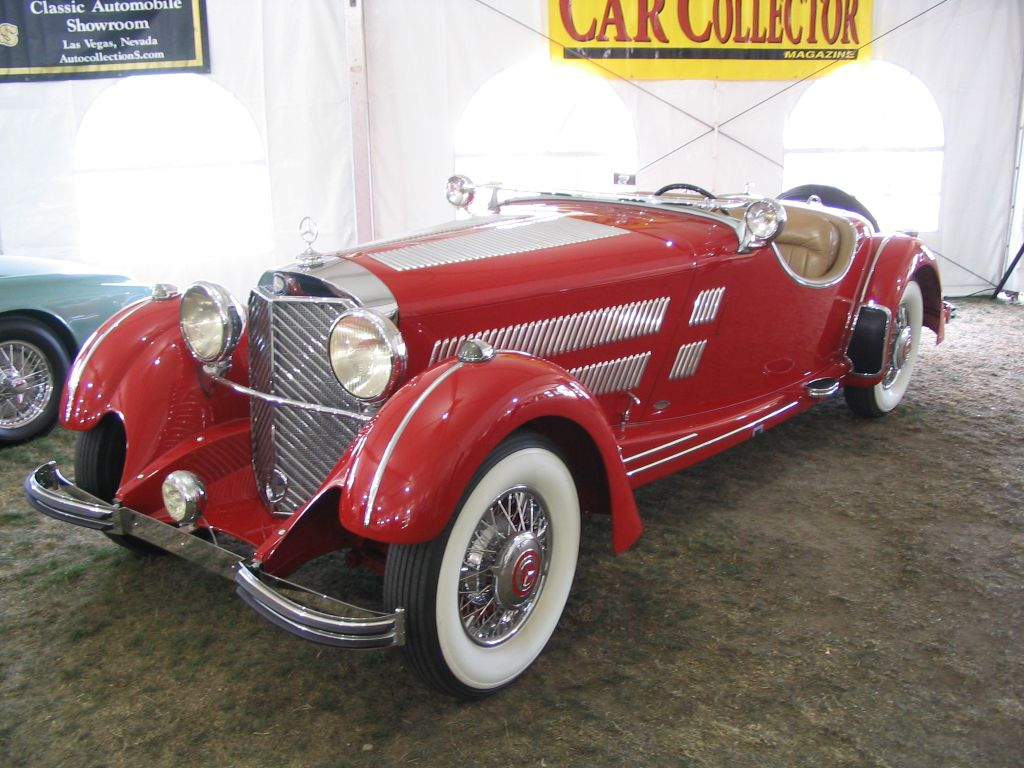
Le Mercedes-Benz 500K (W29) montavano il 5 litri M24

Quella dei motori M24 è una famiglia composta da tre unità motrici di alto livello, l'una l'evoluzione dell'altra, ed entrambe destinate a modelli di lusso.

I motori M24 derivano dal più grande motore M07, dal quale ereditano alcune soluzioni, come la distribuzione a valvole in testa con asse a camme laterale. Sono quindi motori meno raffinati di alcuni motori di precedente produzione, come per esempio i grossi M06 con testata in lega di alluminio e ad asse a camme in testa.

Tale scelta non era dovuta alla mancanza dell'apporto tecnico del grande Ferdinand Porsche, dimessosi alla fine del 1928, poiché all'indomani delle sue dimisionji gli sarebbe subentrato un altro direttore tecnico di grande esperienza, vale a dire Hans Nibel. La motivazione di utilizzare un motore meno raffinato era da ricercare piuttosto nella recente crisi economica del 1929, che aveva dato grattacapi anche a Case potenti come la Mercedes-Benz. Piuttosto che progettare ex novo un motore di rango o semplicemente derivarlo dall'unità M06, si scelse di prendere come base il 7.7 litri della Grosser Mercedes, da cui sarebbero nati tre nuovi motori

In ogni caso, i due motori M24 hanno in comune le seguenti caratteristiche:
- architettura ad 8 cilindri in linea;
- monoblocco di tipo sottoquadro;
- distribuzione a valvole in testa con asse a camme laterale;
- rapporto di compressione pari a 6.5:1;
- alimentazione a carburatore doppio corpo verticale;
- sovralimentazione mediante compressore volumetrico Roots.

Di seguito vengono illustrate più in dettaglio le caratteristiche di ognuno dei tre motori M24.

### Versione da 5 litri: M24 I
Il primo dei due motori M24 è noto come M24 I ed era caratterizzato come segue:
- alesaggio e corsa: 86x108 mm;
- cilindrata: 5018 cm³;
- potenza massima: 160 CV a 3400 giri/min;
- applicazioni: Mercedes-Benz 500K (1934-36).

### Versione da 5.4 litri: M24 II
Questo motore è l'evoluzione del precedente 5 litri appena illustrato. Le rivisitazioni sono state profonde ed hanno interessato anche il monoblocco, modificato nelle dimensioni. Le caratteristiche della nuova unità motrice sono quindi:
- alesaggio e corsa: 88x111 mm;
- cilindrata: 5401 cc;
- potenza massima: 180 CV a 3400 giri/min;
- coppia massima: 431 N·m a 2200 giri/min;
- applicazioni: 
  - Mercedes-Benz 540K (1936-39);
  - Mercedes-Benz 540K Blindata (1936-44).

### Versione da 5.8 litri: M124
Il motore M124 è l'ultimo a vedere la luce. È stato infatti realizzato nel 1939, pochi mesi prima dello scoppio della Seconda guerra mondiale. È un motore da 5.8 litri del quale si hanno meno notizie rispetto agli altri due. Rimangono intatte le principali caratteristiche costruttive, compresa la sovralimentazione tramite compressore volumetrico inseribile Roots, grazie al quale la potenza raggiungeva 200 CV. È stato montato su una dozzina di esemplari sperimentali del modello 580K (1939-40), il quale avrebbe dovuto sostituire la 540K, ma che lo scoppio della guerra ha stroncato sul nascere.